# 경남스틸
경남스틸 주식회사는 대한민국의 냉연 강판 가공 기업으로, 본사는 경남 창원시 웅남동 61-46에 위치해 있다.

## 역사 및 현황
포스코의 냉연 강판을 가공하여 자동차와 가전 등의 수요에 맞게 정밀하게 절단하여 공급한다. 주요 고객사로는 ZF삭스코리아, 한국코오베용접, 고려용접봉, LG전자, 현대모비스, 르노코리아 등을 보유하고 있다 2019년 최석우 대표이사가 부사장에서 사장으로 승진했다.
1990년 11월 삼현강업(주)로 설립되어 1995년 6월 현재의 상호로 변경하였다

## 테마주
홍준표 전 대구시장의 고향인 경상남도 창원에 위치해 있고 최충경 경남스틸 회장이 과거 경남상공회의협의회장으로 재임할 때 홍 후보가 행사에 참여했다는 이유로 홍준표 테마주로 분류된 적이 있으며 이로 인해 홍준표의 정계은퇴 후 주가가 하한가에 간적이 있다.